# Bilgo
Bilgo est une localité du département de Pabré, dans la province de Kadiogo (région Centre) au Burkina Faso. En 2006, cette localité comptait 2 008 habitants dont 53,6 % de femmes.